# Nieves (Caso)
Nieves es una localidad del concejo de Caso y perteneciente a la parroquia de Bueres, atravesada por el Río Carneru. Forma, junto a los barrios más cercanos, Govezanes y Bueres, la Tercia de Bueres. 

Está situada en el Parque Natural de Redes, a 9 kilómetros de la capital del concejo, Campo de Caso; y a una altitud de 730 m.s.n.m. Contaba con 36 habitantes para el año 2021, 1 habitante menos que en 2020, según el INE.
Entre su arquitectura destaca la Capilla de la Virgen de los Dolores, fundada en 1716, y construida en un estilo barroco rural.